# La Revilla y Ahedo
La Revilla y Ahedo település Spanyolországban, Burgos tartományban. La Revilla y Ahedo Salas de los Infantes, Barbadillo del Mercado, Villanueva de Carazo, Carazo és Contreras községekkel határos. Lakosainak száma 101 fő (2024).

## Népesség
A település népessége az utóbbi években az alábbiak szerint változott:
| Lakosok száma | 125  | 125  | 121  | 143  | 137  | 118  | 112  | 103  | 102  | 101  |
|               | 2001 | 2004 | 2006 | 2009 | 2011 | 2014 | 2016 | 2019 | 2021 | 2024 |